# Dalkeith
Dalkeith är en rådsområdeshuvudort i Storbritannien. Den ligger i kommunen Midlothian och riksdelen Skottland, i den centrala delen av landet, 500 km norr om huvudstaden London. Dalkeith ligger 58 meter över havet och antalet invånare är 11 502.
Terrängen runt Dalkeith är huvudsakligen platt, men västerut är den kuperad. Dalkeith ligger nere i en dal. Runt Dalkeith är det tätbefolkat, med 636 invånare per kvadratkilometer. Närmaste större samhälle är Edinburgh, 10,3 km nordväst om Dalkeith. Runt Dalkeith är det i huvudsak tätbebyggt.